# Josef Mysliveček
Josef Mysliveček est un compositeur bohémien, né le 9 mars 1737 à Prague et mort le 4 février 1781 à Rome. De son temps, il connaît la gloire avec quelques-uns de ses opéras, puis rencontre la maladie et tombe dans l'oubli.

## Biographie
Avec son frère jumeau Jáchym, Josef naît le 9 mars 1737, d'une famille riche (leur père est meunier) grâce à laquelle il étudie au lycée jésuite Saint-Gilles, appartenant à l'ordre des dominicains. Les deux garçons apprennent la lecture, le calcul, le chant et la musique, en particulier le violon. Josef se révèle être un violoniste et musicien remarquable. 
Josef et Jachym font un apprentissage de meunier d'une durée de trois ans et sont membres de la corporation des meuniers. Mais Josef sent qu'il ne va certainement pas suivre la trace de ses ancêtres. Le père des deux jumeaux contracte malheureusement la fièvre typhoïde et meurt à l'âge de cinquante-deux ans. Sa veuve se remarie deux ans après le décès de son mari. Jachym reste dans le métier et Josef étudie la musique chez Franz Johann Wenzel Habermann (cs) et plus tard chez le célèbre compositeur Josef Seger.
Il pense reprendre les affaires de son père jusqu'en 1761, puis les laisse à son jumeau et se tourne définitivement vers la musique après l'accueil enthousiaste de ses six premières symphonies à Prague.
À 27 ans, Il fuit l'Empire des Habsbourgs, ravagé par la Guerre de Sept Ans, pour l'Italie. Il obtient une bourse du comte Vincent von Waldstein (cs) à Venise et étudie la composition avec Giovanni Battista Pescetti. Il reste en Italie où sa renommée grandit au point qu'il est surnommé Il divino Boemo ("le divin Tchèque"), notamment grâce au succès de son premier opéra Semiramide en 1766.
Il vit une liaison avec une femme importante de la cour, ce qui accélère sa carrière avec une commande de Ferdinand IV, roi de Naples. Cet opéra, Il Bellerofonte, est un grand succès à la cour de Naples en 1767, puis à travers toute l'Italie. En 1770, il rencontre le jeune Wolfgang Amadeus Mozart (alors âgé de 14 ans) à Bologne où Mysliveček est membre de l'Accademia Filarmonica. L'influence de Mysliveček sur Mozart semble avoir été importante à cette époque et la ressemblance de leur style explique l'attribution erronée de l'oratorio Abramo ed Isacco à Mozart par Ludwig von Köchel.
Ce succès dure pendant près de douze ans et le Tchèque est acclamé à travers toute l'Europe (Munich, Vienne et Prague notamment) avec ses trente opéras composés. Il est alors le compositeur le plus prolifique de l'opéra italien.
Atteint de la syphilis (d'autres sources affirment de la gangrène, contractée lors d'un accident en route pour Munich pour répondre à l'invitation du Prince-électeur comte palatin Maximilien Ier), dans une situation financière déclinante, Mysliveček termine péniblement sa vie à Rome.
Il est inhumé à la basilique San Lorenzo in Lucina, à Rome.

## Œuvres principales
Souvent décrit comme le père de l'opéra tchèque, il a aussi écrit dix oratorios, quatre-vingt-cinq symphonies, des concerti, notamment pour violon, et de la musique de chambre.

### Opéras
- Semiramide (Livret: Pietro Metastasio, 1766, Bergame)
- Il Bellerofonte (Livret: Giovanni Bonecchi, 20 janvier 1767, Naples, Teatro San Carlo)
- Farnace (Livret: Antonio Maria Lucchini, 4 novembre 1767, Naples, Teatro San Carlo)
- Il trionfo di Clelia (Livret: Pietro Metastasio, 26 décembre 1767, Turin, Teatro Regio)
- Il Demofoonte (Livret: Pietro Metastasio, 1769, Venise, Teatro San Benedetto)
- L'Ipermestra (Livret: Pietro Metastasio, 1769, Florence)
- La Nitteti (Livret; Pietro Metastasio, 1770, Bologne)
- Motezuma (Livret: Vittorio Amedeo Cigna-Santi, 23 janvier 1771, Florence, Teatro della Pergola)
- Il gran Tamerlano (Livret: Agostino Piovene, 26 décembre 1771, Milan, Teatro Regio Duc)
- II Demetrio (Livret: Pietro Metastasio, 1773, Pavie, Teatro Nuovo)
- Romolo ed Ersilia (Livret: Pietro Metastasio, 13 août 1773, Naples, Teatro San Carlo)
- Antigona (Livret: Gaetano Roccaforte, 26 décembre 1773, Turin, Teatro Regio)
- La clemenza di Tito (Livret: Pietro Metastasio, 26 décembre 1773, Venise, Teatro San Benedetto)
- Atide (Livret: Tomasso Stanzani, 1774, Padoue)
- Artaserse (Livret: Pietro Metastasio, 13 août 1774, Naples, Teatro San Carlo)
- Il Demofoonte (Livret: Pietro Metastasio, 20 janvier 1775, Naples, Teatro San Carlo)
- Ezio (Livret: Pietro Metastasio, 5 juin 1775, Naples, Teatro San Carlo)
- Adriano in Siria (Livret: Pietro Metastasio, 1776, Florence, Teatro del Cocomero)
- Ezio (Livret: Pietro Metastasio, 1777, Munich)
- La Calliroe (Livret: Matteo Verazi, 30 mai 1778, Naples, Teatro San Carlo)
- L'Olimpiade (Livret: Pietro Metastasio, 4 novembre 1778, Naples, Teatro San Carlo)
- La Circe (Livret: Domenico Perrelli, 1779, Venise, Teatro San Benedetto)
- Il Demetrio (Livret: Pietro Metastasio, 13 août 1779, Naples, Teatro San Carlo)
- Armida (Livret: Giovanni Ambrogio Migliavacca, 26 décembre 1779, Milan, Teatro della Scala)
- Medonte (Livret: Giovanni de Gamerra, carnaval 1780, Rome, Teatro Argentina)
- Antigono (Livret: Pietro Metastasio, printemps 1780, Rome, Teatro delle Dame)

### Oratorios
- La passione di Gesù Cristo (24 mars 1773, Florence)

## Postérité et hommages
L'astéroïde (53159) Mysliveček, découvert en 1999, est nommé en son honneur.

### Josef Myslivecek au cinéma
- Zpověď zapomenutého (en) (Confessions d’un disparu, 2015), film documentaire de Petr Václav[6]
- Il Boemo, (Le divin de Bohème), 2022, long métrage biographique (2h 10 min) de Petr Václav[7],[8]

## Discographie
- Sei Sonate per il cembalo - Sei Divertimenti - 3 Octets per il Clavi Cemballo [sic] transcrits par Václav Vicenc Mašek - Marius Bartoccini, pianofortes (anonyme vénitien, fin du XVIIIème siècle ; Anton Walter, copie par Paul McNaulty). Enregistrement : 8-10 avril 2022, Chiesa dei Santi Cosma e Damiano, Colloredo di Prato, Udine, Italie. Brilliant Classics 95864.
- Concertos pour violon (en sol, mi, fa et la majeur) - Shizuka Ishikawa, violon ; Orchestre de chambre Dvořák ; Libor Pešek (8-10 septembre 1983/1-8 mars 1986, Supraphon) (OCLC 35079942)
- Symphonies F 26–31 - London Mozart Players, dir. Matthias Bamert (10-11 décembre 2003, Chandos) (OCLC 868865667)
- Symphonies & Overtures - L'Orfeo Barockorchester, dir. Michi Gaigg (2004, label cpo)
- Il divino boemo : [5] symphonies - Concerto Köln (2006, DG) (OCLC 725453521)
- Medonte - L'arte del mondo, dir. Werner Erhardt (2013, DHM)
- Decade: Mozart & Mysliveček, Simona Šaturová, L'armonia terrena, Zdeněk Klauda (2014, Nibiru Records)
- Trois concertos pour violon et orchestre ; deux symphonies - Leila Schayegh, violon; Ensemble 1704, dir. Václav Luks (2017, Accent)
- Musique complète pour clavier - Clare Hammond ; Orchestre de chambre suédois, dir. Nicholas McGegan (2019, SACD BIS) (OCLC 1090457315)
- Adamo ed Eva, oratorio à quatre voix - Il Gardellino, dir. Peter Van Heyghen (2019, 2 SACD Passacaille PAS 1053)